# Berta Gersten
Berta Gersten, née en 1897 à Cracovie en Pologne et morte le 10 septembre 1972 dans le Bronx aux États-Unis, est une actrice de théâtre, de cinéma et de télévision.

## Biographie
Berta Gersten naît en 1897 à Cracovie en Pologne. Son père est Abraham (ou Avrom) Gerstein, un professeur d'hébreu. Sa mère, Mesha Timberg (ou Meshe Kopps), est couturière pour actrices. Elle est la seule fille du couple.
Berta Gersten arrive aux États-Unis à l'âge de trois ans et est scolarisée dans les écoles publiques de New York, où elle fait ses études secondaires. Elle débute au théâtre à l'âge de trois ans, lorsqu'un client de sa mère l'invite à participer à un spectacle de vaudeville en yiddish nécessitant un très jeune enfant.
Au Yiddish Art Theater (en), elle joue pendant vingt ans des rôles principaux dans les classiques de Shakespeare, Ibsen, Strindberg et Chekhov ainsi que ceux de grands dramaturges yiddish.
Elle meurt d'un cancer, le 10 septembre 1972 à l'hôpital Montefiore (en), ses funérailles ont lieu à la chapelle Park West Memorial.

## Filmographie
- God, Man and Devil (1950)[6].
- Benny Goodman[6].